# Helden (Herman van Veen)
Helden is een single van Herman van Veen. De single werd geproduceerd door Hans van Baaren. Beide liedjes op de single zijn afkomstig van het studioalbum Goed voor een glimlach en het livealbum Carré / Amsterdam.
Helden is een lied voor zanger en elektronisch orgel geschreven door Rob Chrispijn, destijds Van Veens vaste tekstschrijver en vertaler en Chris Pilgram. Chrispijn en Pilgram vormden destijds de muziekgroep Tuig. De B-kant Alles wat ik heb is een lied geschreven door Van Veen zelf met muziek van Laurens van Rooyen.
De combinatie leverde Herman van Veen geen hit op in de Nederlandse Top 40 of Daverende 30.
Na deze single werd het even stil rond Van Veen. Er verscheen in 1973 een heruitgave van zijn grootste hit Suzanne en hij bracht een serie singles uit onder de titel Wat de bijbel ons vertelt. Pas in 1974 kwam nieuw werk van Van Veen uit op single.